# Cuerpo Superior de Inspectores de Trabajo y Seguridad Social
El Cuerpo Superior de Inspectores de Trabajo y Seguridad Social es un grupo de funcionarios de la Administración General del Estado de España, que ejerce las funciones de vigilancia y control del cumplimiento de las normas de orden social (relaciones laborales, prevención de riesgos laborales y Seguridad Social).
El profundo conocimiento, formación y experiencia en estas materias los acredita para la elaboración y ejecución de políticas de índole social, así como para el desempeño de aquellas funciones donde se requieran conocimientos en materia laboral, de prevención de riesgos laborales y Seguridad Social.
Este perfil técnico posibilita el desarrollo de funciones en organismos especializados tanto a nivel nacional como supranacional. Su formación está garantizada por un riguroso y exigente sistema de acceso reconocido a nivel nacional e internacional. 

## Historia
Los orígenes de este cuerpo se remontan a 1906, mediante Real Decreto de 1 de marzo, al crearse un servicio de inspección de las normas laborales en el seno del Instituto de Reformas Sociales, que posteriormente se encuadró en el Ministerio de Trabajo creado por Eduardo Dato.
La Inspección de Trabajo tuvo un marcado carácter generalista que no conservaría, pues se crearon distintos servicios de inspección para emigración, seguros sociales, previsión social.
En 1962, tras la ratificación por España del Convenio número 81 de la Organización Internacional del Trabajo se unificó en un solo cuerpo de funcionarios.

## Funciones y destinos
Las principales funciones de los miembros del Cuerpo Superior de Inspectores de Trabajo y Seguridad Social están ligadas al ejercicio de la vigilancia y control de cumplimiento de la normativa de orden social  y, por ello, su principal destino se ubica en las Inspecciones Provinciales de Trabajo y Seguridad Social.
Como complemento a las funciones de vigilancia y control de la normativa de orden social, desempeñan funciones de asesoramiento, asistencia técnica y mediación en conflictos laborales, colectivos o individuales.
Su proximidad con empresas, trabajadores y organizaciones sindicales y empresariales los sitúa en un lugar privilegiado para conocer la realidad socioeconómica española. 
Además de las funciones de vigilancia y control de la normativa de orden social, suelen ejercer funciones en las distintas Secretarías de Estado del Ministerio de Empleo y Seguridad Social, sin perjuicio de desempeñar trabajos en otros Ministerios dada su formación jurídica, su apego a la realidad social y sus habilidades para la composición del conflicto y toma de soluciones.
En el Ministerio de Trabajo, Migraciones y Seguridad Social, los Inspectores de Trabajo y Seguridad Social están presentes en la Subsecretaría y dentro de está en la Inspección de Trabajo y Seguridad Social y en la Secretaría General Técnica, así como en la red de Consejerías de Empleo y Seguridad Social en el exterior.
Igualmente, se encuentran destinados en la Secretaría de Estado de Empleo, especialmente, en la Dirección General de Empleo y en los distintos organismos como el Instituto Nacional de Seguridad e Higiene en el Trabajo y en la Comisión Consultiva Nacional de Convenios Colectivos, Consejo Económico y Social, sin perjuicio del desempeño de funciones en los distintos gabinetes del departamento ministerial.
En el ámbito de la Unión Europea ejercen funciones relacionadas con la política social en la Comisión Europea, en el seno del Comité de Altos Representantes de la Inspección de Trabajo, en el Consejo Económico y Social Europeo, Eurofund y en la Representación Permanente de España en Bruselas.
En el ámbito internacional, su trabajo se desarrolla en organizaciones como la Organización Internacional del Trabajo (OIT) y en la Organización para la Cooperación y el Desarrollo Económico (OCDE).
A nivel autonómico, suelen desempeñar las funciones correspondientes a las autoridades laborales en las Direcciones Generales de Trabajo o Empleo, según corresponda en cada autonomía, o incluso, la titularidad de la Consejería.
Finalmente, existe un elevado número de miembros del Cuerpo que han ocupado y ocupan puestos de liderazgo en empresas, públicas y privadas, entidades financieras, así como en el ámbito académico, judicial y político.